# Ур (суперконтинент)
Ур — второй гипотетический суперконтинент в геологической истории Земли (после Ваальбары), образовавшийся 3 млрд лет назад в архейском эоне. Ур — самый старый континент на Земле, на полмиллиарда лет старше континента Арктика. Ур объединился с континентами Нуна и Атлантика около 1 млрд лет назад, сформировав суперконтинент Родиния. Ур оставался единым целым, пока не был разделён на части, когда суперконтинент Пангея распался на Лавразию и Гондвану.
Континенту Ур, возможно, предшествовал только один суперконтинент, Ваальбара, который предположительно существовал около 3,6—3,1 млрд лет назад.
Участки земной коры, которые составляли Ур, теперь входят в состав Африки, Австралии и Индии. В ранний период своего существования Ур, вероятно, был единственным континентом на Земле, и считается суперконтинентом, хотя он, вероятно, был меньше современной Австралии. В тот период, когда он был единственным континентом на Земле, все остальные части суши существовали в виде небольших гранитных островов и выступающих над поверхностью воды участков, таких как Кенорленд, которые не были достаточно большими, чтобы считаться континентами.

## Хронология
- 3 млрд лет назад Ур формируется как единственный континент на Земле.
- 2,8 млрд лет назад Ур становится частью крупного суперконтинента Кенорленд.
- 2 млрд лет назад Ур становится частью крупного суперконтинента Колумбия.
- 1 млрд лет назад Ур становится частью крупного суперконтинента Родиния.
- 550 млн лет назад Ур становится частью крупного суперконтинента Паннотия.
- 300 млн лет назад Ур становится частью крупного суперконтинента Пангея.
- 208 млн лет назад Ур был разорван на части Лавразией и Гондваной.
- 65 млн лет назад африканская часть Ура перешла в состав Индии.
- В настоящее время Ур является частью Австралии и Мадагаскара.